# Valley of Peace
Valley of Peace (Valle de Paz en español original) es una ciudad del distrito de Cayo, en Belice. En el censo realizado en el año 2000, su población era de 1.809 habitantes. A mediados de 2005, la población estimada de la ciudad era de 2300 habitantes.
- Datos: Q7912335
- Multimedia: Valley of Peace, Belize / Q7912335